# موازنة تقديرية
الموازنات التقديرية (بالإنجليزية: Budget)‏ هي خطة واقعية للمستقبل، وهي تعبير كمّي عن الأهداف التي تسعى الإدارة إلى تحقيقها في المدى القصير والمدى الطويل، ويمكن التعبير عن الموازنة على انها مجموعة من الأدوات التي تستخدمها الإدارة في تحقيق أهدافها، فهي أداة للتخطيط، أداة للتحكم، أداة اتصال وتنسيق، أداة تحفيز وأداة للرقابة وتقييم الأداء.
كما يمكن تعريف الموازنة بأنها "ترجمة مالية لخطة كمّية تغطي جميع أوجه نشاط المـشروع لفترة مستقبلية في صورة شاملة ومنسقة، ويوافق عليها المسؤولون المنفذون ويرتبطون بها وتتخذ هدفاً يتم على أساسه متابعة نتائج التنفيذ الفعلي والرقابة عليها وتمكن الإدارة من اتخاذ الإجـراءات المصححة لمعالجة الانحرافات والتوصل إلى الكفاية القصوى.

## الغرض من الموازنة
الغرض الأساسي من الموازنة هو تحويل الاستراتيجية الشاملة للمنشأة إلى أفعال، وهي خطة تفصيلية لتحقيق أهداف المنشأة قصيرة وطويلة الأجل، فالموازنة الناجحة لا تقوم بالرقابة على التكاليف فقط وإنما تعمل على التأكد من أن العمليات اليومية تسير بشكل صحيح لتحقيق أهداف الشركة المستقبلية.

## أهداف الموازنة
يمكن التعبير عن الموازنة بأنها مجموعة من الأدوات التي تستخدمها الإدارة لتحقيق أهدافها، كل أداة من هذه الأدوات تسلط الضوء على إحدى وظائف الموازنة، وهذه الأدوات هي:

### أداةتخطيط
الموازنة هي خطة مكتوبة للمستقبل، فهي تعمل على توقع المشكلات قبل حدوثها، مثلاً إذا نفذت المواد الخام اللازمة للإنتاج فإما أن عملية الإنتاج سوف تتوقف أو أن المنشأة ستقوم بشراء المواد الخام مع زيادة في تكاليف الشحن، وفي كلتا الحالتين ستتعرض المنشأة للخسارة، بينما في منشأة لديها موازنة ستكون كمية المواد الخام مناسبة للكمية التي تخطط الشركة لإنتاجها، وهذا يقودنا إلى أن المنشآت التي لديها أهداف مصاغة على شكل موازنات تقديرية قادرة على التخطيط واتخاذ الخيارات الأفضل لها.

### أداةتحكّم
تساعد الموازنات على التحكّم بالتكاليف عن طريق تحديد ما يجب ان تكون عليه التكاليف مسبقاً، وهذا يكشف عن مدى كفاءة المنشأة في استخدام الموارد المتاحة، كما أن الموازنات تكشف عن مدى التقدم الذي يحرزه المدراء الأكثر فاعلية وكفاءة، أيضاً يصبح المدراء أقل ميل للصرف في الأمور التي لا تحتاجها المنشأة لمعرفتهم أن جميع التكاليف سيتم مقارنتها، وانه سيتم محاسبة المدير المسؤول الذي تقع هذه التكاليف تحت سيطرته، كما أن المدراء يمكنهم استخدام الموازنة على أنها أداة رقابة ذاتية لهم.
لكي تحقق الموازنة دورها الرقابي بفعالية فإنه يجب أن تتكامل مع النظام المحاسبي والهيكل التنظيمي للمنشأة، هذا التكامل يعزز السيطرة عن طريق نقل البيانات وتحديد الانحرافات عن الأداء المخطط وربط هذه الانحرافات مع الوحدات المسؤولة عنها في المنشأة.

### أداةتحفيز
تقوم الموازنة بتحفيز الموظفين لتقديم أداء عالي لا سيما إذا طلب منهم المشاركة في إعداد هذه الموازنات، كما أن المدراء الذين يطلب إليهم إعداد موازنة لدوائرهم يشعرون بالتزام أدبي نحو ضرورة تحقيق أرقام الموازنات التي اشتركوا في إعدادها، وتشجعهم على بذل جهوداً أكبر لكي يبقوا ضمن الموازنة التي أعدوها بأنفسهم.
لكي يتم اعتبار الموازنة على انها أداة تحفيز، يجب على الموظفين النظر إليها على اعتبار أنها واقعية ويمكن تحقيقها، لا يتم النظر دائماً للموازنة بإيجابية، فالبعض يرى أن الموازنة تفرض قيود عليهم وتحدّ من صلاحياتهم، لذلك يميل الكثيرون لاعتبار الموازنة أداة تحفيز، إذا كانت تتمتع بدرجة من المرونة.

### أداةإتصالوتنسيق
تعدّ الموازنات أداة لتوصيل المعلومات الخاصة بالأهداف التي تسعى المنشأة لتحقيقها غلى المستويات الإدارية المختلفة، ومن أمثلة هذه المعلومات حجم الإيرادات الواجب تحقيقها، كمية الإنتاج المستهدفة، كمية المشتريات اللازمة وقيمة مصاريف الدعاية والإعلان خلال فترة الميزانية.
تفيد الموازنات في تنسيق أوجه النشاطات المختلفة في المنشاة بما يحقق التناسق، التكامل والتوافق بين هذه الأنشطة وتفادي النظرة الجزئية للأمور، فمثلاً قد يرغب مدير المشتريات الاحتفاظ بمستوى عالٍ من المخزون لكي يتمكن من تلبية حاجة إدارات الإنتاج المختلفة بسرعة، هذا التوجه قد يواجه اعتراض المدير المالي بحجة أن الاحتفاظ بكمية كبيرة من المخزون يؤدي إلى تجميد جزء من أموال المنشأة وأن هذا المخزون قد يكون عرضة للتلف، الموازنة تعمل من البداية بتحديد كميات المخزون المرغوب الاحتفاظ بها، لذلك كل الإدارات المعنية ستعمل معاً بتوافق لتحقيق نفس الأهداف.

### أداةرقابة
يتم مقارنة مستويات الأداء المستهدفة الواردة في الموازنة مع النتائج الفعلية المحققة، بعد تحديد الانحرافات يتم تحليلها لمعرفة أسبابها وربطها مع مراكز المسؤولية، حيث يمكن للإدارة اتخاذ الإجراءات العلاجية اللازمة التي تساعد في عدم تكرار الانحرافات غير المرغوب بها في المستقبل، وتشجيع الانحرافات المرغوب فيها واستثمار أسباب حدوثها.

### أداةلتقييمالأداء
تعتبر مستويات الأداء الواردة في الموازنة أساساً لتقييم أداء المسؤولين والوحدات الوظيفية المختلفة، حيث تتم مقارنة النتائج الفعلية لكل مركز من مراكز المسؤولية مع مستويات الأداء المخطط، وبالتالي معرفة مدى تحقيق كل مركز من هذه المراكز للأهداف المحددة مسبقاً، يتم ربط نتائج تقييم الأداء مع نظام الحوافز في المنشأة، كما أن نتائج التقييم تساعد الإدارة في اختيار الأشخاص المناسبين للوظائف الإدارية والفنية المختلفة.

## دورة الموازنة
لإعداد الموازنة يجب على المنشأة القيام بعدة خطوات يمكن توضيحها كما يلي:
1. نقطة البداية في إعداد أي موازنة هي تحديد بيان المهمة (mission statement) للمنشأة وهو السبب الرئيسي لوجود هذه المنشأة، وهذا البيان يتم وضعه من قبل مجلس الإدارة والإدارة العليا في المنشأة، فمثلاً مهمة شركة تعمل في قطاع الاتصالات هو زيادة قيمة السهم عن طريق تقديم خدمات اتصالات عالمية.
2. بعد إعداد بيان المهمة يتم وضع الأهداف طويلة الأجل (long-term objectives) حيث تعمل هذه الأهداف على رسم الملامح الرئيسية لأنشطة المنشأة، يتم التعبير عن هذه الأهداف بعبارات عامة مثل زيادة قيمة المبيعات، زيادة حصة المنشأة في السوق، تحسين نسبة المديونية للمنشأة، مثلاً تهدف منشأة إلى امتلاك 35% من سوق اتصالات الهواتف الخلوية في الأردن خلال 5 سنوات.
3. إعداد الأهداف قصيرة الأجل (Short-term objectives) وربطها بالإمكانيات والمصادر المتاحة للمنشأة، حيث أن الوعي بالأولويات يعتبر أمر حاسم لتخصيص الموارد المحدودة، لذلك فإنه يوجد تأثير متبادل بين الأهداف والإمكانيات المتاحة.
4. إعداد البرامج والجداول التشغيلية التي تغطي أنشطة كافة الوحدات الإدارية في المنشأة، وتجميعها في جداول حسب خطوط السلطة والمسؤولية في المنشأة لغاية الوصول إلى جدول ملخص واحد يعكس خطة المنشأة ككل.
5. التنفيذ الفعلي للخطة الموضوعة في جدول الموازنة وإعداد تقارير الأداء الفعلي من خلال حصر التكاليف والإيرادات التي تحصل تحدث اثناء تنفيذ العمل.
6. مقارنة النتائج الفعلية مع مستويات الأداء المخططة في الموازنة وذلك لتحديد الانحرافات، حيث يتم تقديم تقارير الأداء للإدارة لكي تتمكن من اتخاذ الإجراءات التصحيحية في حال وجود انحرافات عن الأداء المخطط.
7. بناءً على تقارير الأداء التي ترد للإدارة من الوحدات الإدارية المختلفة تستطيع الإدارة تعديل الخطط والأهداف لضمان تحقيق المنشأة لمهمتها وأهدافها المحددة مسبقاً.

## أنواع الموازنات
يتم وضع الموازنات لخدمة أهداف متعددة تسعى المنشآت لتحقيقها، ويمكن تقسيم الموازنات إلى عدة أنواع حسب معايير متعددة للتمييز بينها، منها:

### حسبالفترة الزمنيةالتي تغطيها
تقسم الموازنات من حيث الفترة الزمنية التي تغطيها إلى ثلاثة أنواع هي:

#### موازنات قصيرة الأجل
يغطي هذا النوع من الموازنات فترة زمنية من شهر إلى سنة واحدة، ويهم المستويات الإدارية المتدنية (Low-level managers)، فكلما كانت المدة أقصر زادت دقة التنبؤات والتقديرات، فهي تستخدم كأداة تخطيط ورقابة معاً، لأنها تساعد الإدارة على اكتشاف الأخطاء وتصحيح المسار أول بأول، وهي مفيدة في حال المنافسة الكبيرة وعدم وجود استقرار سياسي واقتصادي، ووجود تقلب كبير في معدل التضخم.

#### موازنات طويلة الأجل
تغطي هذه الموازنات فترة من ثلاث إلى عشر سنوات وأكثر، وهذا النوع من الموازنات يهم الإدارة العليا (senior managers) وتهتم بالجانب التخطيطي أكثر من اهتمامها بالجانب الرقابي، وهي لا تهتم بالتفاصيل الدقيقة التي تهتم بها الموازنات السنوية، فهي تهدف للتنسيق بين الأهداف والإمكانات المتاحة في المستقبل.

#### الموازنة المستمرة
تغطي الموازنة المستمرة (Continuous or Rolling Budget) فترة اثني عشر شهراً وتضيف بشكل مستمر شهراً جديداً أو ربع سنة في نهاية المدة كلما انقضى منها شهر أو ربع سنة، وهي تؤدي إلى استقرار المدى الزمني للتخطيط لأنها تجعل الإدارة مشغولة دائماً بالتخطيط للمستقبل وتعديل التقديرات الخاصة بالموازنة على ضوء الخبرات التي يتم اكتسابها أولاً بأول، وبالتالي تزداد فعالية الموازنة كأداة للتخطيط والرقابة.
ميزة هذه الموازنة أنها تضمن استمرار الإدارة في عملية التخطيط للمستقبل، أما عيوبها تتلخص في ارتفاع كلفتها لأنها تتطلب عمل دائم في إعدادها، كما أن التحديث يجب أن يكون لجميع الموازنة وليس للفترة الأخيرة فقط.

### حسب الغرض من الإنفاق
يمكن تقسيم الموازنات حسب الغرض من الإنفاق إلى قسمين هما:

#### الموازنات الجارية
تقسم الموازنة الجارية إلى قسمين هما موازنة البرامج وموازنة مراكز المسؤولية، حيث تهدف موازنة البرامج إلى تخطيط ورقابة النشاط الجاري للوحدة الإدارية، ومن أمثلتها موازنة الأجور المباشرة، موازنة مشتريات المواد الخام والموازنة النقدية، أما موازنة مراكز المسؤولية فالهدف منها قياس مدى تنفيذ مدراء مراكز المسؤولية لموازنة البرامج.

#### الموازنات الرأسمالية
تهدف إلى تخطيط ورقابة النشاطات الاستثمارية في المنشأة، مثل إضافة أصول ثابتة جديدة، إحلال أصول قديمة، تطوير الإنتاج بما يتماشى مع التطورات التكنولوجية الحديثة، وتشمل هذه الموازنة تقدير تكاليف الاستثمار، مصادر التمويل اللازمة والبرنامج الزمني لتنفيذ الاستثمار.

### حسب العلاقة بحجم النشاط
تقسم الموازنات حسب علاقتها بحجم النشاط في المنشأة إلى قسمين هما:

#### الموازنة الثابتة
يتم إعداد الموازنة الثابتة لمستوى نشاط معين، يتم التعبير عن التقديرات اللازمة لمستوى مبيعات وإنتاج واحد مستهدف خلال فتره محدده. مثال: شركة لديها البيانات التالية خلال فترة معينة:
| تحليل انحرافات البيانات الفعلية عن الموازنة الثابتة | تحليل انحرافات البيانات الفعلية عن الموازنة الثابتة | تحليل انحرافات البيانات الفعلية عن الموازنة الثابتة | تحليل انحرافات البيانات الفعلية عن الموازنة الثابتة | تحليل انحرافات البيانات الفعلية عن الموازنة الثابتة | تحليل انحرافات البيانات الفعلية عن الموازنة الثابتة | تحليل انحرافات البيانات الفعلية عن الموازنة الثابتة | تحليل انحرافات البيانات الفعلية عن الموازنة الثابتة | تحليل انحرافات البيانات الفعلية عن الموازنة الثابتة | تحليل انحرافات البيانات الفعلية عن الموازنة الثابتة | تحليل انحرافات البيانات الفعلية عن الموازنة الثابتة | تحليل انحرافات البيانات الفعلية عن الموازنة الثابتة | تحليل انحرافات البيانات الفعلية عن الموازنة الثابتة | تحليل انحرافات البيانات الفعلية عن الموازنة الثابتة |
| --------------------------------------------------- | --------------------------------------------------- | --------------------------------------------------- | --------------------------------------------------- | --------------------------------------------------- | --------------------------------------------------- | --------------------------------------------------- | --------------------------------------------------- | --------------------------------------------------- | --------------------------------------------------- | --------------------------------------------------- | --------------------------------------------------- | --------------------------------------------------- | --------------------------------------------------- |

| الإنتاج بالوحدات                           | 1000  | 1200  | 200 غير مفضّل |  |                                    |       |       |           |
| المواد المباشرة (6 دينار/وحدة)             | 6000  | 7200  | 1200 مفضّل    |  | اجور العمل المباشر (10 دينار/وحدة) | 10000 | 12000 | 2000 مفضّل |
| الأعباء الإضافية المتغيرة (5 دينار/الوحدة) | 5000  | 6000  | 1000 مفضّل    |  |                                    |       |       |           |
| إجمالي التكاليف المتغيرة                   | 21000 | 25200 | 4200 مفضّل    |  |                                    |       |       |           |

يظهر من النتائج أعلاه أن مدير الإنتاج لم ينجح في إنتاج عدد الوحدات المطلوب إنتاجه، لكنه أيضاً نجح بشكل ممتاز في السيطرة على تكاليف الإنتاج.

#### الموازنة المرنة
يتم إعداد مجموعة من الموازنات لعدّة مستويات من النشاط، في نهاية المدة تستطيع الإدارة مقارنة الأداء الفعلي مع مستوى النشاط المخطط الملائم في الموازنة المرنة. مثال: الجدول التالي يوضح تحليل انحرافات بين النتائج الفعلية وبين الموازنة المرنة عند مستوى إنتاج 1000 وحدة.
| تحليل انحرافات البيانات الفعلية عن الموازنة المرنة | تحليل انحرافات البيانات الفعلية عن الموازنة المرنة | تحليل انحرافات البيانات الفعلية عن الموازنة المرنة | تحليل انحرافات البيانات الفعلية عن الموازنة المرنة | تحليل انحرافات البيانات الفعلية عن الموازنة المرنة | تحليل انحرافات البيانات الفعلية عن الموازنة المرنة | تحليل انحرافات البيانات الفعلية عن الموازنة المرنة | تحليل انحرافات البيانات الفعلية عن الموازنة المرنة | تحليل انحرافات البيانات الفعلية عن الموازنة المرنة | تحليل انحرافات البيانات الفعلية عن الموازنة المرنة | تحليل انحرافات البيانات الفعلية عن الموازنة المرنة | تحليل انحرافات البيانات الفعلية عن الموازنة المرنة | تحليل انحرافات البيانات الفعلية عن الموازنة المرنة | تحليل انحرافات البيانات الفعلية عن الموازنة المرنة |
| -------------------------------------------------- | -------------------------------------------------- | -------------------------------------------------- | -------------------------------------------------- | -------------------------------------------------- | -------------------------------------------------- | -------------------------------------------------- | -------------------------------------------------- | -------------------------------------------------- | -------------------------------------------------- | -------------------------------------------------- | -------------------------------------------------- | -------------------------------------------------- | -------------------------------------------------- |

|                                            | البيانات الفعلية | الموازنة المرنة | تحليل الانحراف |
| ------------------------------------------ | ---------------- | --------------- | -------------- |
| الإنتاج بالوحدات                           | 1000             | 1000            | صفر            |
| المواد المباشرة (6 دينار/وحدة)             | 6000             | 6200            | 200 غير مفضّل   |
| اجور العمل المباشر (10 دينار/وحدة)         | 10000            | 9800            | 200 مفضّل       |
| الأعباء الإضافية المتغيرة (5 دينار/الوحدة) | 5000             | 5000            | صفر            |
| إجمالي التكاليف المتغيرة                   | 21000            | 21000           | صفر            |

يظهر لنا من الجدول أعلاه أن المقارنة بين البيانات الفعلية والموازنة المرنة تتم على نفس مستوى النشاط، أي أن الإنتاج بالوحدات متساوي لدى الطرفين.

### حسب القائمين على إعداد الموازنات
يمكن التمييز بين أسلوبين يستخدمان في إعداد الموازنات التخطيطية، من حيث المشاركة في إعداد الموازنة يمكن تقسيمها كما يلي: 

#### الموازنة المفروضة
حيث تتدفق المعلومات في إتجاه واحد من الأعلى إلى الأسفل (Top-Down Budgeting) أو (Authoritative)، وتكون الإدارة العليا هي الجهة المسؤولة عن إعداد الموازنة، هذا الأسلوب لا يحتاج إلى وقت كبير لإعداد الموازنة لكنه لا يحظى بفرصة كبيرة للقبول من الإدارات المتوسطة والدنيا لإنه مفروض عليهم، وأحياناً يكون التقدير مبني على مستوى مثالي من النشاط وليس على مستوى عملي من النشاط، والفرق بينهما أن المستوى العملي صعب التحقيق لكنه ممكن وهذا يشكل حافز ودافع لبذل أقصى جهد ممكن، بينما المستوى المثالي غالباً يكون مستحيل تحقيقه وهذا يسبب الإحباط للعاملين.

#### الموازنة بالمشاركة
تشارك في إعدادها كافة المستويات الإدارية (Bottom-up Budgeting) أو (Participation)، يتم وضع توجيهات عامة وخطوط عريضة من الإدارة العليا، ومن ثم تقوم الإدارات المتوسطة والدنيا بإعداد الموازنات بناءً على تلك التوجيهات والخطوط العريضة، يحظى هذا الأسلوب بقبول أكبر من الإدارات المتوسطة والدنيا لمشاركتهم فيه، لكنه يحتاج إلى وقت أطول في الإعداد.

### حسب أسلوبإعدادالموازنات
يمكننا تصنيف الموازنات حسب أسلوب إعدادها كما يلي:

#### الموازنة على أساسالبياناتالتاريخية
يتم الاعتماد على البيانات التاريخية، حيث تعتبر نقطة الانطلاق والأساس في إعداد موازنة الفترة القادمة، وهي تفترض أن ما حدث في الماضي سوف يستمر حدوثه في المستقبل، مع الأخذ بالاعتبار المستجدات المتوقعة في العام المقبل، يمتاز هذا الأسلوب بالبساطة وسهولة التحضير والإعداد، من عيوب هذا الأسلوب أن إعداد التقديرات لا يتم بطريقة موضوعية لذلك هناك احتمال بانتقال أخطاء الماضي إلى المستقبل، كما أن عدم ربط النفقات بالبرامج يؤدي إلى عدم تحليل التكلفة والعائد.

#### موازنة البنود
تعرف ايضاً بالموازنة التقليدية، إسمها مستمد من طريقة عرضها على شكل بنود حسب الغرض الذي تؤديه النفقات، يتم وضع تعبير رقمي عن البنود اللازمة لتشغيل الوحدة الإدارية، مثل الإيجارات، الرواتب والأجور، مستلزمات المكاتب وغيرها من البنود، تركز موازنة البنود على الوظيفة المحاسبية والرقابة على بنود الإنفاق، وليس على كمية الخدمات المقدمة، موازنة البنود تساعد النظام المحاسبي في إجراءات الرقابة قبل الإنفاق وبعده للتأكد من عدم تجاوز المخصصات المرصودة للبند.
تتميز موازنة البنود بسهولة أعدادها وعرضها وتنفيذها والرقابة عليها، كما يسهل فهمها من الأطراف المستخدمة لها، تساعد على استخدام مفهوم محاسبة المسؤولية، وبياناتها صالحة للمقارنة لعدة سنوات متتالية حيث يسهل معرفة إتجاه الإنفاق أو التحصيل.
عيوب استخدام موازنة البنود أنها تؤدي إلى رقابة زائدة على حساب عملية التخطيط والتقييم، فهي تهمل التخطيط العلمي، وتعتمد في بناءها على مستويات وأنماط الإنفاق الجاري، حيث يتم نقل الأنشطة من سنة إلى أخرى سواء كانت هذه الأنشطة مناسبة أو غير مناسبة، وهذا يؤدي إلى عدم وضوح الأهداف التي يجب على الدوائر المختلفة تحقيقها، كما أنها تهتم فقط بالاحتياجات قصيرة الأجل.

#### موازنةالبرامجوالأداء
يتم إعدادها وفقاً لهدف النشاط، هنا يكمن سبب التحول من موازنة البنود (رقابة) إلى موازنة البرامج والأداء (إدارة) حيث يتم التأكد من قيام الإدارة بتنفيذ ما يعهد إليها من واجبات بكفاءة وفاعلية، يتم إعداد الموازنة من خلال تقسيم أنشطة الشركة إلى برامج محددة يهدف كل منها إلى تحقيق هدف معين، حيث بتم إعداد موازنة لكل برنامج على حدا، وهذا يوفر للمنشأة قاعدة أفضل لاتخاذ القرارات.
مزايا استخدام موازنة البرامج والأداء أنها تربط نشاطات الإدارة بالأهداف المرسومة، فهي تقسم العمليات إلى وظائف، والوظائف إلى برامج، ومن ثم تعمل على تقسيم كل برنامج إلى مجموعة من الأنشطة تحقق أهداف البرنامج، وهي أداة رقابية دورية على نشاطات الإدارة وتوفر معلومات للحكم على كفاءة الأداء وتطبيق مبدأ المسائلة والمسؤولية.
عيوب موازنة البرامج والأداء يتلخص في صعوبة قياس العديد من الأنشطة في صورة وحدات ناتج وتحديد تكلفتها، مما ينعكس على تحديد وحدات القياس وتحليل الأداء، كما أن إعداد وتطبيق هذا النوع من الموزانات بحاجة إلى كادر مدرب ومؤهل علمياً وعملياً.

#### موازنة التخطيط والبرمجة
تهتم بالتخطيط القومي الشامل باعتبار الموازنة أداة للتخطيط الاستراتيجي، يستلزم التحديد المسبق للتكلفة الكلية للمهمة المعينة بغض النظر عن الوحدات التنظيمية التي تستخدم في تنفيذ هذه البرامج، وهو أسلوب يعمل على ترشيد القرارات فيما يتعلق بتخصيص الموارد، كما يعمل على تحليل نتائج البرامج في ظل الأهداف الموضوعة لكل برنامج، يركز هذا النوع من الموازنات على الأهداف طويلة الأجل، وتحليل الأنظمة والتكلفة والعائد، وتحليل البدائل للوصول إلى أكثر البرامج كفاءة.
يتميز هذا النوع من الموازنات باتباع المنهج العلمي الرشيد في اتخاذ القرارات والمرونة والتتابع فهي لا تلتزم بقاعدة السنوية، بل تتجاوزها إلى الأهداف المحددة التي قد يتطلب تحقيقها فترة تزيد سنة، كما أنها تمتاز بالشمولية وتركز على تحقيق الأهداف الرئيسية للمنشأة.
عيوب موازنة التخطيط والبرامج أنها تحتاج إلى كفاءات عالية ومدربة كما أن بعض الأهداف يصعب قياسها، كونها تهتم بالتخطيط الاستراتيجي فإنها غالباً ما تهم الإدارات العليا وليس الإدارات الدنيا في المنشأة.

#### الموازنة الصفرية
تعتبر الموازنة الصفرية فلسفة متكاملة تتميز عن الموازنة التقليدية في أنها تستند غلى فكر علمي منطقي متقدم يساعد على توفير أفضل الظروف للإبداع والابتكار من خلال ممارسة التقييم والمراجعة المستمرة للقرارات الاستراتيجية والتكيف مع الظروف غير المستقرة والمعاكسة. الموازنة الصفرية لا تعتمد على موازنة الإنفاق للسنة السابقة فهذا يؤدي إلى نقل أخطاء تقديرات الموازنة السابقة إلى الموازنة اللاحقة، بل تتطلب إجراءات مستقلة من سنة إلى أخرى.
عرفت هذه الموازنة بأنها عملية تخطيط تتطلب مـن كـل مدير إداري أن يبرر جميع محتويات موازنته بالتفصيل مبتدأً من نقطة الصفر. بمعنى أنها تتطلـب أن تقوم كل جهة بمراجعة وتقييم برامجها ومشاريعها الحالية والجديدة بطريقة منتظمة وأن تتم مراجعة البرامج والمشاريع على أساس التكلفة والعائد والفعاليـة.
من مزايا الموازنة الصفرية أنها تركز على اللامركزية، وتسمح بمشاركة أوسع للعاملين في اتخاذ القرار، وتزيد من فاعلية قنوات الاتصال بين الأطراف المعنية، يزيد هذا الأسلوب من دقة تحديد الأهداف ورفع الكفاءة نظراً لعملية التقويم المستمر، كما توفر قدر أكبر من المرونة للإدارة العليا لإعادة توزيع الموارد وتنمية مهارات العاملين من خلال إشراكهم في عملية التخطيط وتقويم التنفيذ.
عيب الموازنة الصفرية الأساسي في ارتفاع تكاليف تطبيقها وأنها تحتاج في إعدادها إلى وقت وجهد أكبر من الموازنة التقليدية، كما أنها تحتاج إلى قدر كبير من التحليل والدراسة، كما أنها تحتاج إلى كمية كبيرة من المعلومات اللازمة لإجراء عملية التحليل، وتحتاج إلى كوادر مدربة ومؤهلة لإعدادها وتحليل البيانات المتعلقة بها.

#### الموازنة على أساس الأنشطة
يمكن تعريف الموازنة القائمة على أساس النشاط (Activity based budgeting) بأنها عملية التخطيط والتحكم بالأنشطة المتوقعة من الوحدة الاقتصادية، لاشتقاق موازنة فعّالة، وهي تطبق مبادئ نظام التكاليف المبني على الأنشطة، حيث يعمل على توضيح ماهية عمل الشركة وتقسيمها إلى أنشطة، بعد ذلك يقوم بتوزيع الأعباء الإضافية (التكاليف غير المباشرة) على الأنشطة التي تستهلك الموارد، يتم تحديد الأنشطة المتجانسة في مجمعات تكاليف (Cost pools)، يتم تحديد مصدر تكلفة لكل نشاط أو مجموعة من الأنشطة، وتحديد مسببات استهلاك (Cost drivers) ذلك النشاط للموارد، بعد ذلك يتم تحديد معدّل تحميل مناسب لتحميل التكاليف على الأنشطة التي تسببت في حدوثها، وتخصيص تكاليف الأنشطة على المنتجات عن طريق مسبب التكلفة لمجمع تكلفة كل نشاط، الجدول التالي هو مثال على مجمعات التكلفة غير المباشرة ومسببات هذه التكلفة:
| تصميم نظام تحميل التكاليف غير المباشرة | تصميم نظام تحميل التكاليف غير المباشرة | تصميم نظام تحميل التكاليف غير المباشرة | تصميم نظام تحميل التكاليف غير المباشرة | تصميم نظام تحميل التكاليف غير المباشرة | تصميم نظام تحميل التكاليف غير المباشرة | تصميم نظام تحميل التكاليف غير المباشرة | تصميم نظام تحميل التكاليف غير المباشرة | تصميم نظام تحميل التكاليف غير المباشرة | تصميم نظام تحميل التكاليف غير المباشرة | تصميم نظام تحميل التكاليف غير المباشرة | تصميم نظام تحميل التكاليف غير المباشرة | تصميم نظام تحميل التكاليف غير المباشرة | تصميم نظام تحميل التكاليف غير المباشرة |
| -------------------------------------- | -------------------------------------- | -------------------------------------- | -------------------------------------- | -------------------------------------- | -------------------------------------- | -------------------------------------- | -------------------------------------- | -------------------------------------- | -------------------------------------- | -------------------------------------- | -------------------------------------- | -------------------------------------- | -------------------------------------- |

| مجمع التكلفة غير المباشرة | مسبب التكلفة             |
| ------------------------- | ------------------------ |
| تصميم الإنتاج             | ساعات الهندسة            |
| إعداد الإنتاج             | عدد المجموعات            |
| التصنيع                   | ساعات عمل الآلات         |
| الفحص والتفتيش            | عدد القطع                |
| خدمة الزبائن              | ساعات عمل موظفي المبيعات |

الموازنة على أساس الأنشطة لها مزايا عديدة منها أنها تركز على النتيجة وليس على السبب، فهي تعنى بنوع العمل المطلوب أداؤه وكمية وتكلفة هذا العمل، وهي سهلة الفهم من قبل جميع الأطراف لأنها تستخدم لغة الأنشطة التي يؤديها كل فرد، تزيد من فعالية الرقابة ويمكن من خلالها تتبع التكاليف غير المباشرة وتخصيصها على المنتجات أو العملاء بدقة متناهية وموضوعية استناداً إلى علاقة السبب والأثر.

## الموازنة الشاملة
تتألف الموازنة الشاملة (Master Budget) من عدّة موازنات وظيفية (تشغيلية) وموازنات مالية تغطي كل جوانب النشاط في المنشأة، فهي الإطار العام أو ملخص للموازنات الفرعية والخاصة بكافة أنشطة المنشأة، وهي تمثل الخطة العامة للمنشأة مع مراعاة علاقة الأنشطة ببعضها البعض، كما يختلف الإطار العام للموازنة الشاملة باختلاف نوعية وحجم المنشأة.
يتضح أهمية صياغة الموازنة الشاملة بعناية لأن الموازنات التشغيلية مرتبطة ببعضها البعض، حيث لا يمكن إعداد موازنة الإنتاج إلا بعد إتمام موازنة المبيعات، كما أنه لا يمكن إعداد موازنة المواد المباشرة وموازنة الأجور المباشرة إلا بعد إتمام موازنة الإنتاج.

### مكونات الموازنة الشاملة
تتكون الموازنة الشاملة من مجموعة من الموازنات التشغيلية والموازنات المالية، والتي تتكون بدورها من مجموعة من الموازنات الفرعية مرتبة كما يلي:

#### الموازنات التشغيلية
يتم التركيز فيها على الحصول على الموارد المتاحة وكيفية استخدامها، وهي تمثل الخطة العامة للشركة، وتتألف من الموازنات الفرعية التالية:
1. موازنة المبيعات (Sales Budget): وهي أول موازنة فرعية من الموازنة التشغيلية التي يتم تحضيرها وتعتبر حجر الزاوية في إعداد الموازنة التشغيلية، فهي تحتوي على المبيعات التقديرية لفترة الموازنة القادمة، والتي تعتبر المصدر الرئيسي لإيرادات المنشأة، يعتمد نجاح نظام الموازنات كثيراً على مدى الدقة في التنبؤ بالمبيعات المستقبلية.
2. موازنة الإنتاج (Production Budget): يتم من خلالها احتساب كمية الوحدات الواجب إنتاجها خلال فترة الموازنة، وهذا الاحتساب مشتق من تركيبة من توقعات المبيعات وكمية مخزون البضاعة التامة الصنع المرغوب الاحتفاظ بها في نهاية الفترة، غالباً ما يكون مخزون أمان لمواجهة الزيادة غير المتوقعة في الطلب.[9]

| المعادلة الأساسية التي تستخدم لإعداد موازنة الإنتاج | المعادلة الأساسية التي تستخدم لإعداد موازنة الإنتاج | المعادلة الأساسية التي تستخدم لإعداد موازنة الإنتاج | المعادلة الأساسية التي تستخدم لإعداد موازنة الإنتاج | المعادلة الأساسية التي تستخدم لإعداد موازنة الإنتاج | المعادلة الأساسية التي تستخدم لإعداد موازنة الإنتاج | المعادلة الأساسية التي تستخدم لإعداد موازنة الإنتاج | المعادلة الأساسية التي تستخدم لإعداد موازنة الإنتاج | المعادلة الأساسية التي تستخدم لإعداد موازنة الإنتاج | المعادلة الأساسية التي تستخدم لإعداد موازنة الإنتاج | المعادلة الأساسية التي تستخدم لإعداد موازنة الإنتاج | المعادلة الأساسية التي تستخدم لإعداد موازنة الإنتاج | المعادلة الأساسية التي تستخدم لإعداد موازنة الإنتاج | المعادلة الأساسية التي تستخدم لإعداد موازنة الإنتاج |
| --------------------------------------------------- | --------------------------------------------------- | --------------------------------------------------- | --------------------------------------------------- | --------------------------------------------------- | --------------------------------------------------- | --------------------------------------------------- | --------------------------------------------------- | --------------------------------------------------- | --------------------------------------------------- | --------------------------------------------------- | --------------------------------------------------- | --------------------------------------------------- | --------------------------------------------------- |

| عدد وحدات المبيعات المقدّرة + الرصيد المخطط من مخزون آخر المدة من الإنتاج التام ــــــــــــــــــــــــــــــــــــــــــــــــــ = مجموع الإنتاج المطلوب - مخزون أول المدة من البضاعة تامة الصنع ـــــــــــــــــــــــــــــــــــــــ = عدد الوحدات الواجب إنتاجها |

3. موازنة مشتريات المواد المباشرة (Direct Materials Budget): وهي تمثل كمية المواد المباشرة التي يجب شراؤها خلال فترة الموازنة لتلبية احتياجات موازنة الإنتاج، ويتم إعدادها بعد إعداد موازنة الإنتاج، ويمكن احتساب المواد المباشرة الواجب شراؤها في المعادلة التالية:
| المعادلة الأساسية التي تستخدم لإعداد موازنة المواد المباشرة | المعادلة الأساسية التي تستخدم لإعداد موازنة المواد المباشرة | المعادلة الأساسية التي تستخدم لإعداد موازنة المواد المباشرة | المعادلة الأساسية التي تستخدم لإعداد موازنة المواد المباشرة | المعادلة الأساسية التي تستخدم لإعداد موازنة المواد المباشرة | المعادلة الأساسية التي تستخدم لإعداد موازنة المواد المباشرة | المعادلة الأساسية التي تستخدم لإعداد موازنة المواد المباشرة | المعادلة الأساسية التي تستخدم لإعداد موازنة المواد المباشرة | المعادلة الأساسية التي تستخدم لإعداد موازنة المواد المباشرة | المعادلة الأساسية التي تستخدم لإعداد موازنة المواد المباشرة | المعادلة الأساسية التي تستخدم لإعداد موازنة المواد المباشرة | المعادلة الأساسية التي تستخدم لإعداد موازنة المواد المباشرة | المعادلة الأساسية التي تستخدم لإعداد موازنة المواد المباشرة | المعادلة الأساسية التي تستخدم لإعداد موازنة المواد المباشرة |
| ----------------------------------------------------------- | ----------------------------------------------------------- | ----------------------------------------------------------- | ----------------------------------------------------------- | ----------------------------------------------------------- | ----------------------------------------------------------- | ----------------------------------------------------------- | ----------------------------------------------------------- | ----------------------------------------------------------- | ----------------------------------------------------------- | ----------------------------------------------------------- | ----------------------------------------------------------- | ----------------------------------------------------------- | ----------------------------------------------------------- |

| المواد المباشرة اللازمة للإنتاج + الرصيد المخطط من مخزون آخر المدة من المواد المباشرة ــــــــــــــــــــــــــــــــــــــــــــــــــ = مجموع المواد المباشرة المطلوبة - مخزون أول المدة من المواد المباشرة ــــــــــــــــــــــــــــــــــــ = المواد المباشرة المطلوب شراؤها |

4. موازنة العمل المباشر (Direct Labor Budget): تستخدم موازنة العمل المباشر لاحتساب ساعات العمل اللازمة لإنتاج الوحدات المفصلة في موازنة الإنتاج، وهي تساعد في توقع عدد العمال اللازم لتشغيل منطقة الإنتاج خلال فترة الموازنة، وتعتمد موازنة العمل المباشر على مستوى الأجور، مع الأخذ بالاعتبار جميع المزايا المتوقع دفعها للعمال أثناء فترة الموازنة مثل الترقيات، أقساط التأمين الصحي، بدلات السفر والتنقلات وصعوبة العمل وغيرها من المزايا، كمية ونوعية الإنتاج وعدد ومستوى مهارة العمال اللازم تشغيلهم.
5. موازنة المصروفات الصناعية غير المباشرة (Manufacturing Overhead Budget): تحتوي هذه الموازنة على تقدير التكاليف الصناعية الأخرى التي لم يتم تقديرها ضمن موازنة المواد المباشرة وموازنة العمل المباشر، وهي تحتوي على تكاليف ذات طبيعة مختلطة منها ما هو متغير مع حجم النشاط مثل المواد غير المباشر والأجور غير المباشرة وتكاليف المصنع التشغيلية غير المباشرة المتغيرة مثل الكهرباء وغيرها، ومنها ما هو ثابت بغض النظر عن مستوى النشاط مثل تأمين المصنع واستهلاك الآلات وغيرها، لتحقيق أهداف محاسبة المسؤولية يجب إعداد هذه الموازنة لكل قسم أو وحدة على حدة، ويجب فصل هذه التكاليف إلى متغيرة وثابتة لخدمة أغراض رقابة التكاليف عن طريق الموازنة المرنة، عادةً يتم تقدير التكاليف الصناعية غير المباشرة لمستوى نشاط معين بعد ذلك يتم حساب معدّل تحميل الأعباء الإضافية بقسمة إجمالي القيمة على عدد وحدات النشاط.
6. موازنة الإنتاج التام آخر المدة (Ending Finished Goods Inventory Budget): تقوم هذه الموازنة باحتساب تكلفة وكمية الإنتاج التام آخر المدة، ونتيجتها تؤثر في قائمة الدخل التقديرية، ونتيجتها النهائية سيكون لها تأثير مباشر على قائمة الميزانية العمومية التقديرية، فكلما زادت قيمة مخزون الإنتاج التام آخر المدة سينتج عنه قيمة تقديرية أكبر للأصول في نهاية المدة، المصدر الأساسي في إعداد هذه الموازنة هي المعلومات من موازنة الإنتاج.
7. موازنة تكلفة البضاعة المباعة (Cost of Goods Sold Budget): وهي تضم نتائج توقعات ثلاث مكونات رئيسية وهي المواد المباشرة والأجور المباشرة والتكاليف الصناعية غير المباشرة، نتيجة هذه الموازنة لها تأثير مباشر على قائمة الدخل المتوقعة حيث يتم طرح القيمة من الإيرادات للوصول إلى هامش المساهمة.
8. الموازنات غير الصناعية (Non-manufacturing Budget): تتكون هذه الموازنة من مجموعة من الموازنات وهي: موازنة البحث والتطوير (Research and development)، موازنة التصميم (Design budget)، موازنة التسويق (Marketing budget)، موازنة التوزيع (Distribution budget)، موازنة خدمة العملاء (Customer service budget)، الموازنة الإدارية (Administrative budget)، إعداد الموازنات السابقة هو تطبيق على طريقة سلسة القيمة (value chain approach)، كما يمكن إعداد موازنة منفردة للمصاريف الإدارية والبيعية.
9. قائمة الدخل التقديرية (Pro forma income statement): تأخذ هذه القائمة نفس شكل قائمة الدخل التقليدية التي تعدها محاسبة التكاليف الفعلية والاختلاف الوحيد بينهما هو أن قائمة الدخل التقديرية تحتوي على ارقام تقديرية، وهي تظهر صافي الربح المقدّر أو المتوقع عن فترة الموازنة، وإعدادها لا يعدو أن يكون مجرد ترتيب للأرقام المستخرجة من القوائم التفصيلية.

#### الموازنات المالية
في الموازنة المالية يتم التركيز على الحصول على الأموال اللازمة لشراء الأصول التشغيلية، وهي تتكون من الموازنات التالية:
1. الموازنة الرأسمالية (Capital Budget): وتدعى أيضاً بتقييم الاستثمار (Investment Appraisal)[14] حيث يتم إعدادها قبل أن يتم البدء بالموازنات التشغيلية، وهي عملية التخطيط المستخدمة لتحديد ما إذا كانت استثمارات المنشأة طويلة الأجل أو النفقات الرأسمالية جديرة بالمتابعة، حيث يمكن ترتيب البدائل الاستثمارية تبعاً لدرجة الخطورة والعائد المتوقع لهذه البدائل وذلك لأن الموارد المتاحة محدودة وبالتالي فإنه على المنشأة اختيار البدائل التي تعزز قيمة حقوق المساهمين، إن إعداد الموازنة الرأسمالية هو عبارة عن اتخاذ القرارات التخطيطية طويلة الأجل المتعلقة بالاستثمارات وتمويلها، وهذا يتطلب التحليل السليم لبدائل الاستثمار المختلفة، هناك العديد من الطرق التي تستخدم في تقييم الإنفاق الرأسمالي من أهمها طريقة معدّل العائد، طريقة فترة الإسترداد، طريقة صافي القيمة الحالية (NPV)، طريقة معدل العائد الداخلي (IRR) ودليل الربحية.
2. موازنة المقبوضات النقدية (Cash Receipt Budget): الجدول الزمني المتوقع لتحصيل النقدية يستخدم في تقدير التدفقات النقدية الداخلة للمنشأة من دفعات العملاء، يتضمن الجدول لفترة معينة المبيعات النقدية لتلك الفترة، والمبيعات الآجلة المتوقع تحصيلها في تلك الفترة، سواء من المبيعات الآجلة لتلك الفترة أو من المبيعات الآجلة في الفترات السابقة.
3. موازنة المدفوعات النقدية (Cash Disbursements Schedule): يحتوي هذا الجدول على المبالغ التي يتوقع دفعها خلال فترة الموازنة ويضم الدفعات الخاصة بالمصروفات التشغيلية والرأسمالية والأرباح الموزعة على أصحاب المنشأة، ولإعداد هذه الموازنة يجب البدء بدراسة موازنات المصروفات التي تم إعدادها لتحديد المصروفات وتوقيت دفعها وعليه يتم إعداد هذه الموازنة، حيث يتم أولاً تقدير الدفعات النقدية اللازمة لمقابلة مشتريات الفترة الحالية والمشتريات الآجلة من الفترات السابقة، ومن ثم الأجور المباشرة والمصرفات الصناعية والمصروفات الإدارية والبيعية.
4. الموازنة النقدية (Cash Budget): تساعد الشركة على توقع موقفها المالي في فترة الموازنة، فهي عنصر أساسي في التخطيط المالي، عن طريق التحديد المسبق لمصادر النقدية واستخداماتها في فترة الموازنة، يمكن للمنشأة ان تحدد احتياجاتها من النقدية بحيث تقوم بترتيب مصدر التمويل الملائم، كما تقوم بتحديد الفائض من النقدية بحيث يستفاد منه في عمل استثمارت أفضل.[15]
5. الميزانية العمومية التقديرية (Pro forma Balance Sheet): يتم إعداد الموازنة من خلال الموازنة النقدية، الموازنة الرأسمالية وقائمة الدخل التقديرية، حيث يتم أخذ أرصدة الميزانية العمومية السابقة وتعديلها بالتغييرات التي تم تقديرها للنقدية، المدينون، الدائنون وغيرها، فمثلاً يتم الحصول على رقم الربح من قائمة الدخل التقديرية والقروض البنكية من الموازنة النقدية والمدينون من موازنة المقبوضات النقدية والمواد الخام من موازنة المشتريات.
6. قائمة التدفقات النقدية التقديرية (Pro Forma Statement of Cash Flows): تقوم بتصنيف المتحصلات والمدفوعات النقدية فيما إذا كانت من الأنشطة التشغيلية، الاستثمارية أو التمويلية في المنشأة، هناك طريقتان لعرض التدفقات النقدية، الطريقة المباشرة والطريقة غير المباشرة، الطريقة المباشرة تعرض إجمالي المتحصلات النقدية وإجمالي المدفوعات النقدية والفرق بينهما، أما الطريقة غير المباشرة فتعرض مقدار التغير في البنود مثل التغير في الذمم المدينة، الذمم الدائنة والمخزون وغيرها من البنود.